# Sermentizon
Sermentizon é uma comuna francesa na região administrativa de Auvérnia-Ródano-Alpes, no departamento Puy-de-Dôme. Estende-se por uma área de 18,17 km². Em 2010 a comuna tinha 583 habitantes (densidade: 32,1 hab./km²).